# Янцо Віктор Степанович
Віктор Степанович Янцо — український композитор, музикант, виконавець пісень. Автор гімну Мукачева, лідер рок-гурту «Rock-H».

## Життєпис
Народився в Мукачеві в 1978 році. Закінчив Мукачівську школу № 20 та Мукачівську хорову школу.
В 1995–1998 рр. навчався в Ужгородському музичному училищі ім. Д. Задора на фортепіанному відділі та факультативно займався композицією в класі В. Теличка, у 1998–2000 рр. — у Львівській консерваторії на композиторському факультеті (клас проф. Мирослава Скорика), у 2000–2004 рр. — на композиторському факультеті Національної музичної академії (клас проф. Євгена Станковича). У 2004–2006 рр. — асистентура-стажування Національної музичної академії (під керівництвом Є. Станковича).

### Виконання академічних творів та авторські концерти
- 1998 — авторський концерт (Ужгород, Закарпатська обласна філармонія).
- 1999 — виконання сюїти для струнного оркестру на міжнародному фестивалі сучасної музики «Контрасти» (м. Львів).
- 2002 — авторський концерт за участю Національного симфонічного оркестру, диригент — В. Сіренко (Київ, Український дім).
- 2003 — авторський концерт за участю чоловічого секстету «Ad Libitum» (м. Мукачево)
- 2003 — виконання симфонії № 2 за участю Національного симфонічного оркестру України, диригент — В. Сіренко. Великий зал НМАУ ім. Чайковського.
- 2004 — виконання камерної симфонії № 2 для мішаного хору на міжнародному фестивалі «Київ музик фест» (Національна філармонія України, м. Київ)
- 2005, 2010 — виконання симфонії № 3 для великого симфонічного оркестру на Міжнародному фестивалі «Київ музик фест» (Національна філармонія України, м. Київ)
- 2011 — виконання симфонії № 2 «Повінь». (Закарпатська обласна філармонія, м. Ужгород).

### Гурт Rock-H
У 2008 році став одним із засновників гурту Rock-H. Є автором музики усіх пісень, які входять до офіційних альбомів гурту, крім пісень «Вівці», «Карта» і «Чорна гора неорана», які є народними й увійшли до альбомів в обробці Віктора Янца.
У 2014 році в альбомі «Білий динь» вперше виступив як вокаліст, записавши декілька пісень альбому. Перший публічний виступ Віктора як вокаліста відбувся 22 квітня 2014 року у Львівському національному театрі опери та балету імені Соломії Крушельницької під час концерту Олесі Киричук.
У 2016 році вийшов альбом «Співаночки про любов» гурту Rock-H, у якому Віктор виступив як автор музики, а також записав усі фортепіанні та вокальні партії.

### Інші проєкти
У 2015 році виступив ініціатором та спільно з телекомпанією М-Студіо і творчим об'єднанням «Uzhik» втілив телепроєкт «Загудеме в'єдно в Рокаш-Оркестра», у якому взяло участь майже 50 музичних колективів і виконавців із Закарпаття.
У 2016 році створив колектив «Анця», для якого пише музику і є його художнім керівником.

### Нагороди та відзнаки
- Лауреат закарпатської обласної премії ім. Д. Задора (2005 р.) за Симфонію № 2.
- За оцінкою тижневика «Неділя» у 2013 році увійшов до сотні найвпливовіших людей Закарпаття.
- 20 квітня 2017 року став одним із перших лауреатів започаткованої Мукачівської міської премії імені Олександра Духновича в номінації «Музично-виконавське мистецтво» (як автор альбому «Співаночки про любов»).